# Rónald Matarrita
Rónald Alberto Matarrita Ulate (San José, 9 luglio 1994) è un calciatore costaricano, difensore dell'Alajuelense e della nazionale costaricana.

## Carriera

### Club

#### New York City FC
Matarrita è stato ingaggiato dal New York City FC dall'Alajuelense il 20 gennaio 2016 per una cifra non divulgata. Matarrita ha fatto il suo debutto in MLS contro il Chicago Fire il 6 marzo 2016. Ha segnato il suo primo gol per il New York City durante una vittoria per 2-0 contro il Seattle Sounders il 25 giugno 2016. Dopo una solida prima stagione, è stato nominato Difensore dell'Anno del New York City per il 2016.

#### FC Cincinnati
Il 29 dicembre 2020, Matarrita è stato ceduto al FC Cincinnati in cambio di $500.000 di General Allocation Money. Matarrita è stato rilasciato dal Cincinnati al termine della loro stagione 2022.

#### Aris
Il 20 giugno 2023, Matarrita si è unito al club della Superleague Greece Aris con un contratto triennale.

### Nazionale
Viene convocato per la Copa América Centenario negli Stati Uniti, così come ai Mondiali del 2018, ma a quest'ultimi deve rinunciare a causa di un infortunio a pochi giorni dall'inizio della competizione.

## Palmarès
- CONCACAF Central American Cup: 1

Alajuelense: 2024